# Aldershot
Aldershot je grad u Engleskoj, u grofoviji Hampshire i regiji Jugoistočnoj Engleskoj. Administrativno pripada okrugu Rushmoor. Leži u području poznatom kao North Downs, 60-ak km jugozapadno od Londona. Susjedni su gradovi Guildford i Basingstoke.
Sredinom 19. stoljeća, točnije 1854. godine (za vrijeme Krimskog rata), na inače neplodnom području oko Aldershota osnovan je središnji kamp za obuku britanske vojske. To je dovelo do brzog porasta populacije, s 875 stanovnika 1851. na više od 16.000 (uključujući i oko 9.000 vojnika) 1861. godine. Grad je nastavio rasti sve do 1950-ih.
Kraljica Viktorija bila je redoviti posjetitelj Aldershota te je za nju izgrađen Kraljevski paviljon.
Prema popisu stanovništva iz 2001. godine, Aldershot ima 58.170 stanovnika.

## Znamenitosti
- spomenik Arthuru Wellesleyju, vojvodi od Wellingtona na konju, uzdiže se na brdu pored Crkve Kraljevskog garnizona
- aldershotska zvjezdarnica, izgrađena 1906.

## Šport
- nogometni klub Aldershot Town

## Poznate osobe
- Martin Freeman, glumac
- Heather Mills, model

## Vanjske poveznice
- Službena stranica okruga Rushmoor (engl.)
- Vojni muzej Aldershota  Arhivirana inačica izvorne stranice od 30. travnja 2013. (Wayback Machine) (engl.)

### Ostali projekti
|  | Zajednički poslužitelj ima još gradiva o temi Aldershot |